# Küchendeutsch
Alemán negro de Namibia (en alemán: Küchendeutsch, "alemán de cocina") es una lengua criolla hablada en varias partes de Namibia basándose en el alemán estándar.
Esta lengua criolla está cerca de la extinción. Se habla sobre todo por los africanos que sirvieron a sus amos coloniales cuando Namibia fue conocida como África del Sudoeste Alemana, el inglés o el afrikáans.

## Ejemplos
Oraciones de ejemplo y sus equivalentes en alemán estándar:
- Lange nicht sehen - mucho no se ve ("Lange nicht gesehen")
- Was Banane kosten? - ¿Cuánto cuesta el plátano? ("Was kostet die/eine Banane?")
- spät Uhr  - es tarde ("es ist spät")
- Herr fahren Jagd, nicht Haus - el hombre va a cazar, y no está en casa ("Der Herr geht zur Jagd, und ist nicht zu Hause")